# Teza (film 1996)
Teza (hiszp. Tesis) – hiszpański thriller z 1996 roku w reżyserii Alejandro Amenábara, będący jego pełnometrażowym debiutem. Film otrzymał 7 nagród Goya. Zdjęcia kręcono w Madrycie.

## Fabuła
Angela Marquez, studentka madryckiej szkoły filmowej, pisząc pracę na temat przemocy na ekranie, natrafia na kasetę z zapisem prawdziwego morderstwa. Kiedy okazuje się, że torturowana na filmie dziewczyna to jedna z byłych studentek szkoły, a znalazca taśmy - jeden z profesorów uczelni - ginie, dziewczyna znajduje się w niebezpieczeństwie. Zwraca się o pomoc do kolegi ze studiów, Chemy, dziwaka i odludka zafascynowanego przemocą, posiadającego pokaźną kolekcję ekstremalnych filmów grozy. Oboje trafiają na ślad produkcji tzw. "snuff movies" - filmów, które pokazują prawdziwe sceny tortur, gwałtów i morderstw ze szczególnym okrucieństwem.

## Obsada
- Ana Torrent – Ángela Márquez
- Fele Martínez – Chema
- Eduardo Noriega – Bosco Herranz
- Xabier Elorriaga – Jorge Castro
- Miguel Picazo – Figueroa
- Nieves Herranz – Sena Márquez
- Rosa Campillo – Yolanda
- Francisco Hernández – ojciec Ángeli
- Rosa Ávila – matka Ángeli
- Teresa Castanedo – spikerka telewizyjna
- José Luis Cuerda – profesor
- José Miguel Caballero – obsługa archiwum filmowego
- Joserra Cadiñanos – strażnik
- Julio Vélez – konduktor
- Pilar Ortega – sprzedawca
- Emiliano Otegui – profesor
- Walter Prieto – strażnik kolei
- Florentino Sainz – staruszek